# Bodyplethysmographie
Die Bodyplethysmographie (oft auch als Ganzkörperplethysmographie oder große Lungenfunktion bezeichnet) ist ein Verfahren der Pneumologie zur genauen Messung von Lungen- und Atemparametern. Eine Vielzahl der bei der Bodyplethysmographie gemessenen atemphysiologischen Größen – wie der Atemwiderstand, das Residualvolumen oder die totale Lungenkapazität – ist mit anderen Messtechniken, beispielsweise der Spirometrie, nicht zugänglich.

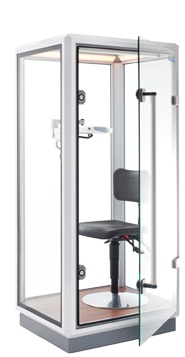
Moderner Bodyplethysmograph

Die heute verwendete Methode der Bodyplethysmographie geht auf die Einführung der Methode durch DuBois im Jahr 1956 zurück. Im klinischen Bereich und in Praxen niedergelassener Pneumologen gilt die Bodyplethysmographie als Diagnoseverfahren der ersten Wahl. Die Untersuchung mittels Bodyplethysmographen stellt die ideale Lungenfunktionsprüfungsmethode dar, da sie über die Messgrößen der Spirometrie hinaus im gleichen Untersuchungsgang den spezifischen Atemwegswiderstand inklusive Atemschleife, das thorakale Gasvolumen und alle daraus ableitbaren Parameter errechnen kann. Die Mitarbeitsabhängigkeit dieser Methode ist geringer als bei der Spirometrie und der zeitliche Mehraufwand ist gering. Der hohe apparative Aufwand und die hohen Anschaffungskosten erklären jedoch, wieso Bodyplethysmographen praktisch nur in Kliniken und bei Spezialisten zu finden sind.

## Messprinzip

### Bestimmung des Atemwiderstands
Der Bodyplethysmograph wird als eine Kabine mit einem (weitgehend) abgeschlossenen Luftvolumen ausgeführt, sie sieht wie eine kleine Telefonzelle aus. Die Kabine weist eine minimale Undichtigkeit auf, um eine Kabinendruckerhöhung durch die Körperwärme des Patienten auszugleichen. Während der Untersuchung atmet der Patient durch ein Spirometer, um Flusseigenschaften zu bestimmen. Zur Einatmung hebt sich nun der Brustkorb des Patienten, was das Luftvolumen in der Kabine minimal verkleinert und somit den Druck erhöht. In Ruheatmung kann man nun beobachten, welche Druckänderung nötig ist, um einen gewissen Fluss zu erzeugen. Die Analyse dieser sog. Atemschleife erlaubt Rückschlüsse auf die Resistance der Lunge und kann somit leicht und schnell Krankheitsbilder wie eine einfache Obstruktion (flachere Atemschleife) oder eine COPD (dreiecksförmige Ausstülpung im exspiratorischen Teil der Atemschleife) aufdecken.
Der spezifische Atemwegswiderstand sRAW entspricht dann der Steigung der Atemschleife. Zur Bestimmung des totalen Atemwiderstands ist noch das thorakale Gasvolumen (TGV) vonnöten: {\displaystyle RAW={\frac {sRAW}{(TGV)}}}, welches im nächsten Schritt bestimmt wird.

### Bestimmung des thorakalen Gasvolumens
Die Messung des thorakalen (oft auch: intrathorakalen) Gasvolumens beruht auf dem physikalischen Gesetz von Boyle und Mariotte, nach dem bei konstanter Temperatur das Produkt aus Druck und Volumen konstant bleibt. Wie beschrieben, kommt es durch die Atembewegungen jeweils zu einer Kompression oder Expansion des im Thorax eingeschlossenen Gasvolumens. Während in der Atemruhelage, also am Ende einer Ausatmung, der Luftdruck in der Lunge dem Außendruck entspricht, vergrößert sich bei Einatmung durch das Heben des Brustkorbs das Volumen der Lunge, wodurch wiederum der Luftdruck fällt.
Daher kann hier das Gesetz von Boyle und Mariotte folgendermaßen angewendet werden:
{\displaystyle P\cdot V_{l}=(V_{l}+\Delta V)\cdot (P-\Delta P)}
Der Druck {\displaystyle P} entspricht hier dem normalen Außendruck in Ruhe. Die Volumenänderung {\displaystyle \Delta V} kann durch die Änderung des Kabinendrucks bei der Einatmung bestimmt werden. Die Änderung des Drucks {\displaystyle \Delta P} wird durch ein Manometer am Mundstück des Patienten bestimmt. Ein Shutter verschließt kurzzeitig das Mundstück, weshalb für einen kurzen Moment kein Atemfluss mehr gemessen werden kann und somit kein Druckabfall über dem Atemwegswiderstand existiert. Der gemessene Druck entspricht dann allein dem Druck in den Lungenalveolen, dem intrapulmonalen Druck. Somit kann die obige Gleichung (unter Vernachlässigung von {\displaystyle \Delta V\cdot \Delta P}) nach dem unbekannten Lungenvolumen, welches dem thorakalen Gasvolumen entspricht, umgestellt werden:
{\displaystyle V_{l}=P\cdot {\frac {\Delta V}{\Delta P}}}
Mit weiteren durch einfache Spirometrie bestimmten Parametern kann nun auch auf die totale Lungenkapazität und das Residualvolumen geschlossen werden.
Obwohl die Physik dieser Methode nicht allzu komplex erscheint, beherrschen diese Technik nur wenige Hersteller. Weltweit bieten nur etwa ein Dutzend Unternehmen Bodyplethysmographen an. Dies liegt einerseits an den extrem kleinen Druckunterschieden, die bei der Inspiration entstehen, aber auch an den großen Störeinflüssen, wie Kabinenerwärmung, Phasenverschiebung des Drucks oder Anfälligkeit gegenüber externen Druckeinflüssen der sensiblen Sensoren.

## Indikation
Die Spirometrie liefert erste Hinweise auf das Vorliegen einer Lungenerkrankung und eignet sich zur Beobachtung des Krankheits- und Behandlungsverlaufs. Für eine definitive Diagnose ist eine Bodyplethysmographie allerdings unumgänglich. Neben der grundsätzlichen Unterscheidung von z. B. Asthma und COPD erlaubt ein Bodyplethysmograph eine schnelle Einordnung der Obstruktion in z. B. homogene Obstruktion, COPD oder extrathorakale Stenose. Auch zur sicheren Diagnose von Restriktionen, Lungenemphysemen oder Lungenfibrose bedarf es einer Bodyplethysmographie.